# First of May (librería)
First of May fue una librería de Edimburgo que abrió en 1977 y estuvo en funcionamiento hasta 1990. Vendía textos LGBT y feministas y se consideraba políticamente de izquierda. La librería precedió a Lavender Menace, la primera librería gay de Escocia.

## Historia
La librería First of May abrió sus puertas en 1977, en un momento en que la homosexualidad todavía era ilegal en Escocia.  La homosexualidad no se legalizó hasta 1980.
Cuando la librería First of May abrió por primera vez en 1977, estaba ubicada en Niddry Street.  En 1980, se trasladó a 43 Candlemaker Row en Grassmarket.  Esta segunda ubicación ayudó a incrementar las ventas.
Inicialmente, doce personas dirigían la librería como voluntarios.  Más tarde, un plan del gobierno significó que se podía pagar a los voluntarios.  Después de mudarse a Candlemaker Row, había un total de tres empleados remunerados que trabajaban junto con hasta diez voluntarios.

## Legado
Bob Orr trabajó en la librería First of May antes de ser copropietario de la librería Lavender Menace en Edimburgo junto a Sigrid Neilson en 1982. Lavender Menace fue la primera librería LGBT en Escocia y la segunda en el Reino Unido. Estuvo abierta desde 1982 hasta 1986.